# Teisserenc de Bort (cratère martien)
Pour les articles homonymes, voir Teisserenc de Bort et Bort.

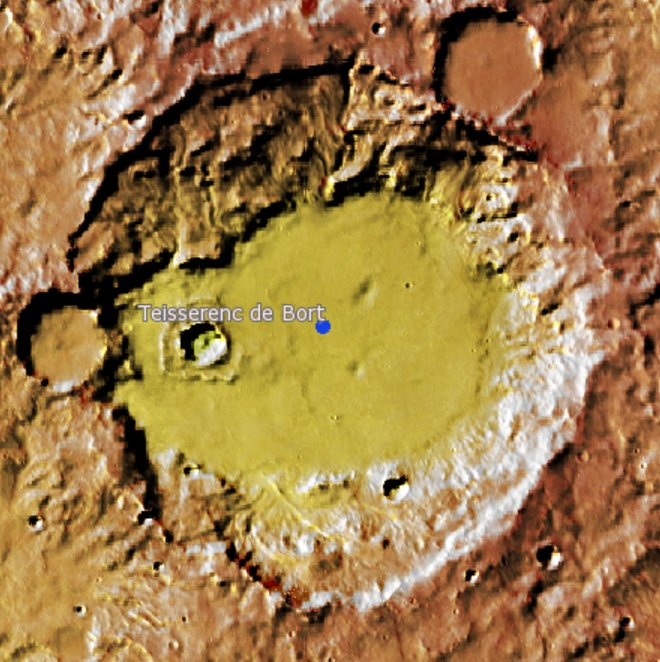
Le cratère Teisserenc de Bort en 2010.

Teisserenc de Bort est un cratère d'impact de 119 km de diamètre situé sur Mars par 0,4º N et 45,0º E au point de rencontre des quadrangles d'Arabia, Syrtis Major, Sinus Sabaeus et Iapygia. Il a été nommé en référence au météorologue français Léon Teisserenc de Bort (1855-1913).
Ses reliefs sont plutôt bien dessinés, mais des chenaux d'écoulement sont néanmoins visibles le long du quart sud-ouest de sa circonférence.